# ジューク (レーダー)
ジューク（ロシア語: Жук）はロシアのファゾトロン-NIIRが開発したレーダー。Su-27、Su-30、MiG-29/MiG-29M、SMTに搭載される。名称は、ロシア語で「甲虫類」を意味する。

## 概要
ジュークはXバンド帯を利用するコヒーレント・パルス・ドップラー・レーダーで、ルックダウン/ショートダウン能力を持ちホバリング中のヘリコプターの探知も可能である。空中や地上及び海上の静止及び移動目標を発見、追尾し距離と速度を測定することが可能である目標の距離や速さを測定することが可能で、探知した目標を識別し優先度をつけて表示する機能を持つ。また、地形追従モードをサポートするほか、飛行中に危険な天候パターンを検出することも可能である。
レーダーの動作モードとしては空対空モードとして、ベロシティサーチ、TWS、ボアサイト、スリュータブル、自動追尾、空対地モードでは合成開口レーダー、リアルビーム、ドップラービームナローイングなどモードを有し、3x3の分解能でグラウンドマッピングが可能である。兵装としてはR-77、R-73、R-27、Kh-29、Kh-31、航空機関砲などの制御が可能である。
ジュークは各部がモジュラー化されており、整備やアップグレードが容易である。

## 派生型

### ジューク
基本型。型式はN010。12目標を同時に探知可能であり、内2-4目標を追尾可能である。また、レーダー反射断面積（RCS）が5m2の目標を90 km探知可能である。ジュークはMiG-29M «9.15»のために開発され、1986年に最初のテストが行われた。しかし、MiG-29M自体がキャンセルされたため、量産は行われていない。MiG-23のレーダーのアップグレード用としても提案が行われた。

#### 仕様
- 種別 火器管制レーダー
- 周波数 Xバンド（8-12.5GHz）
- アンテナ 平面スロットアンテナ（直径68cm）
- 方位角 ±90[2]
- 仰俯角 +55/-40[2]
- 出力 5kW（ピーク時）[3]
- 重量 220 kg

### ジューク-8-II
ジュークをJ-8IIに搭載するために改修したものでほぼ同様の性能を持つ。重量はわずかに増加し、240 kgとなった。

### ジューク-27
Su-27向けに開発されたもの。Su-27にあわせてアンテナを大型化したことにより重量は260 kgとなっている。RCSが5 m2の目標を130 km先から探知できる性能を持つ。

### ジューク-M (輸出型はジューク-ME)

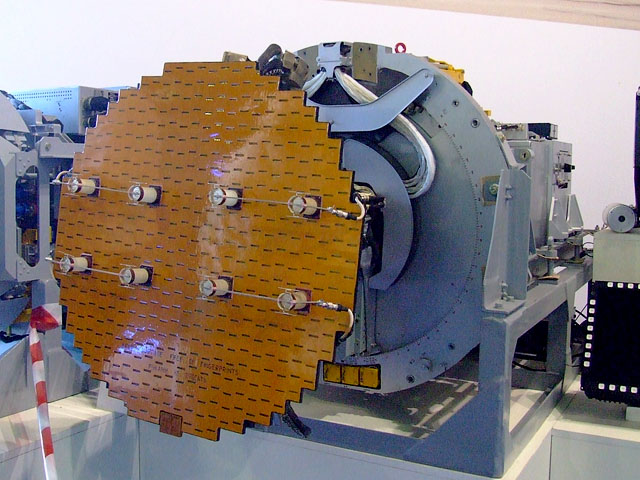
2007年のMAKSで展示されたジュークME

ジュークMはジュークの先進的な派生型でマッピングや地形追従などの先進的な空対地機能を有している。信号処理装置の改良により、RCSが5m2の目標を120 kmで探知可能（輸出型の場合）となったほか、10目標を追尾しその内4機に対して一度に攻撃することが可能となった。空対地及び空対艦モードでは戦車を25 km、橋を120 km、護衛艦を300 kmで探知可能で、同時に2つの目標を追尾可能である。ジュークMはMiG-29K/KUB、MiG-29M1/M2、MiG-29SMT «9.18»および«9.19»に搭載されているほか、既存のMiG-29のアップグレード用として提案されている。型式はN010M。

#### 仕様
- 種別 火器管制レーダー
- 周波数 Xバンド（8-12.5GHz）
- アンテナ 平面スロットアンテナ（直径62.4cm）
- 方位角 +/- 85[4]
- 仰俯角 +56/-40[4]
- 出力 6kw（ピーク時）/1.5kw（平均）[5]
- 重量  220 kg
- 平均故障間隔 150時間[6]

### ジューク-MS (輸出型はジューク-MSE)
ジューク-MをSu-27に搭載するために改修したもので、Su-33UBに搭載されたほか、中国のSu-30MKKに対して提案が行われた。RCSが5m2の目標を190 kmで探知可能である。アンテナが大型化したことにより空対地モードにおいて戦車に対する探知距離が30 kmとなった。

#### 仕様
- 種別 火器管制レーダー
- 周波数 Xバンド（8-12.5GHz）
- アンテナ 平面スロットアンテナ（直径96cm）
- 方位角 +/- 85[4]
- 仰俯角 +56/-40[4]
- 出力 6kW（ピーク時）[4]
- 重量 255 kg[4]

### ジューク-F
Su-27に搭載するために開発されたもので、ジュークのフロント部分をパッシブフェーズドアレイ (PESA) アンテナに変更したもの。輸出のために提供されたものの、生産及び運用されたことはない。RCSが5m2の目標を130–200 kmで探知可能で、同時に24目標を探知し、内8目標を追尾可能である。

#### 仕様
- 種別 火器管制レーダー
- 周波数 Xバンド（8-12.5GHz）
- アンテナ 平面アレイアンテナ
- 方位角  +/- 70[2]
- 仰俯角  +/- 70[2]
- 重量 300 kg[2]

### ジューク-MF (輸出型はジューク-MFE)
MiG-29のアップグレード用に開発されたタイプでフロント部分をPESAアンテナに交換している。試作機はMiG-29SMTに搭載して試験が行われた。RCSが5m2の目標を110 kmから探知可能で、同時に20目標を探知し、内4目標を追尾可能である。FMG-29とも呼ばれる。

#### 仕様
- 種別 火器管制レーダー
- 周波数 Xバンド（8-12.5GHz）
- アンテナ 平面アレイアンテナ（直径70cm）
- 方位角 +/- 70[4]
- 仰俯角 +/- 70[4]
- 重量 285 kg[4]

### ジューク-MFS (輸出型はジューク-MFSE)
ジュークMの更なるアップグレード型。バルスMに対抗してSu-30MK3向けに開発が行われた。型式はN031で当初はソコルと呼ばれた。16のキャリア周波数を有しており、RCSが5m2の目標を180 kmで探知可能で、同時に30目標を探知し、内6目標を追尾可能である。空対地モードでは戦車を30 kmで探知可能。Su-30MK3のほかMiG-31に搭載されているザスロンの代替レーダーとしての提案が行われていた。

#### 仕様
- 種別 火器管制レーダー
- 周波数 Xバンド（8-12.5GHz）
- アンテナ 平面アレイアンテナ（直径98cm）
- 方位角 +/- 70[4]
- 仰俯角 +/- 70[4]
- 出力 8kW（ピーク時）[3]
- 重量 305 kg[4]

### ジューク MA（輸出型はジューク MAE）
2005年に公開されたこのレーダーシリーズでは初となるアクティブフェーズドレイ（AESA）型。型式はFGA01-01。レーダーアンテナは上方に約20°で傾けて取り付けられており、そこに1,080 - 1,148個のT/Rモジュールを装備している。探知距離は、ルックアップ時かつヘッドオンで200km、テイルオンで80km、ルックダウン時にヘッドオンで200km、テイルオンで75kmである。空対地、空対艦時はRCSが1,000m2の目標に対して300km、300m2の目標に対して150kmである。空対空モードでは30目標を探知し、8目標、空対地モードでは2目標のの追尾が可能。しかし、サイズと重量（520kg）が大きく、さらなる改良が必要であると指摘された。

#### 仕様
FGA01-01
- 種別 火器管制レーダー
- 周波数 Xバンド（8-12.5GHz）
- アンテナ 平面アレイアンテナ（直径70cm）
- 方位角 +/- 70[8]
- 出力 6 kW（ピーク時）、1.5 kW（平均）[8]
- 重量 520 kg
- 平均故障間隔 900時間[8]

### ジューク-A (輸出型はジューク-AE)

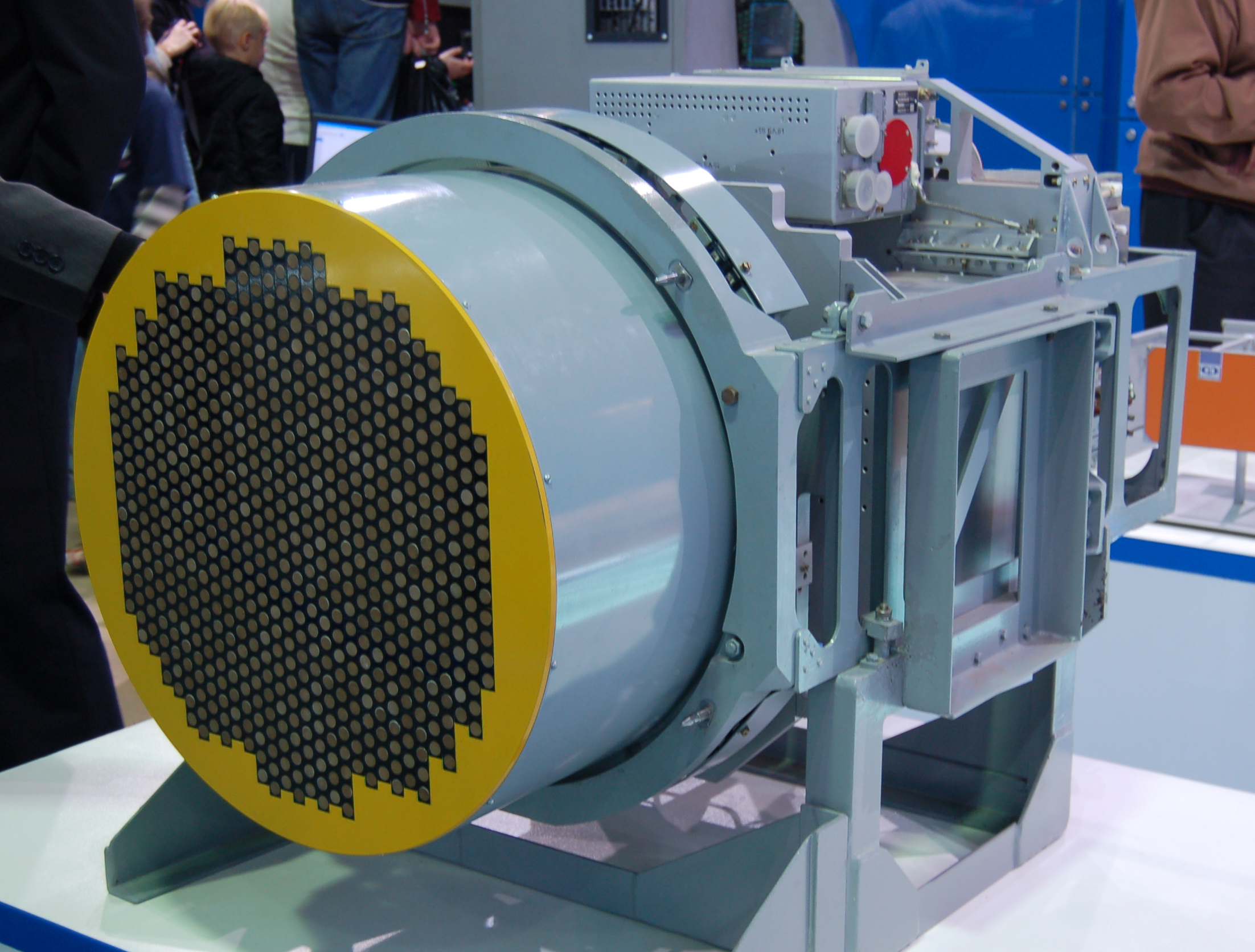
2009年のMAKSに出展されたジュークAEの試作型。アンテナが小さくモジュールの数が少ない。

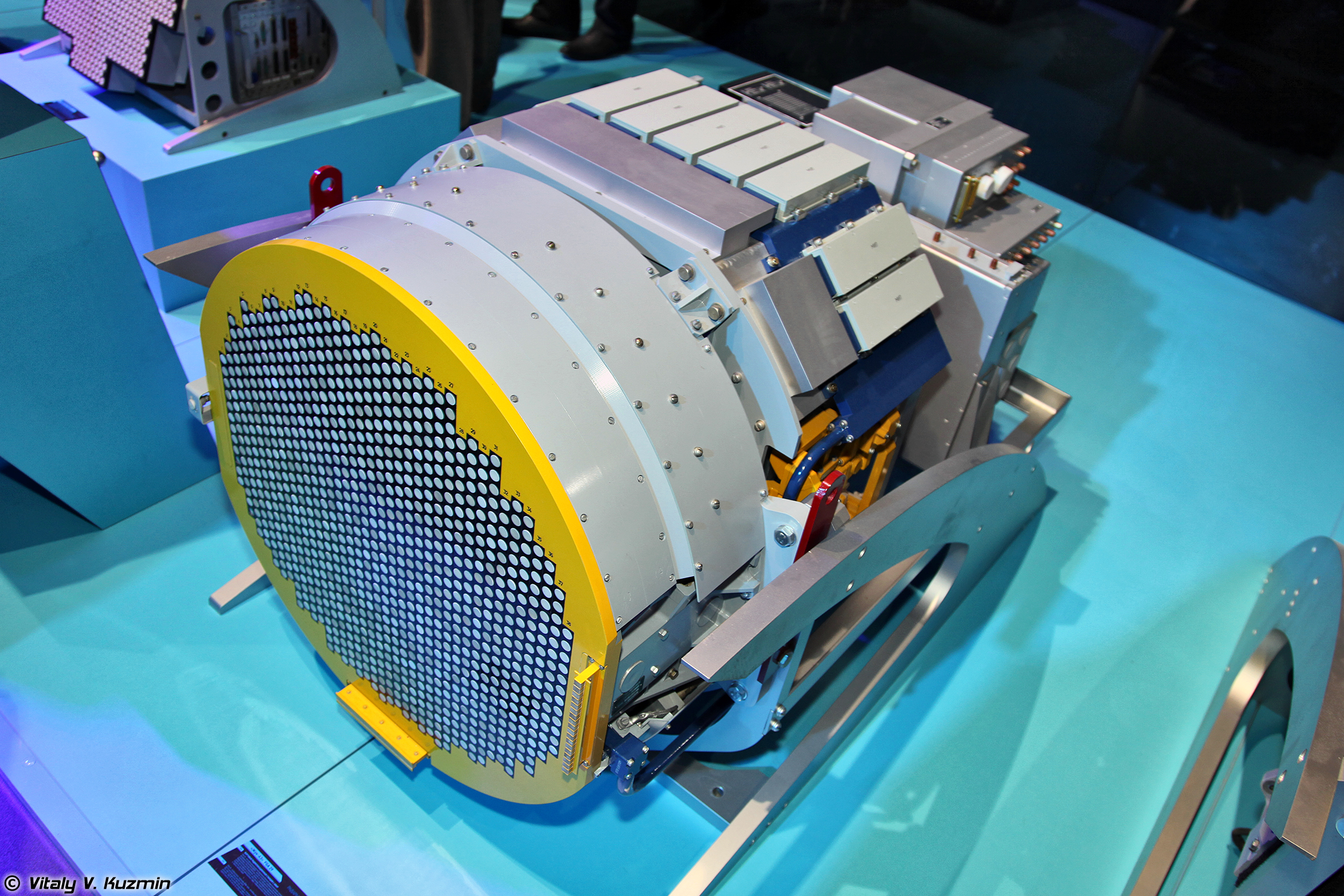
2013年のMAKSに出展されたジュークAEの量産型

ジュークMAの改良型。型式はFGA-29。出力は1チャンネルあたり5kwである。発熱による損傷を防ぐため、過熱した素子は自動的にスイッチが切られ、冷却後再び入るといった仕組みが取り入れられている。
2007年に公開された試作機はT/Rモジュールを680個装備しており、RCSが3m3の目標ヘッドオン時に130 km先（2011年の情報では160 km）の30目標を探知し、6目標の追尾が可能。護衛艦を200 km、ミサイル艇を80 km、橋を120 km、移動する戦車を80 kmで探知が可能である。
2013年に公開された量産型ではT/Rモジュールを1,035個装備しており、140km先から30目標を探知し内6目標を同時追尾できる。ジュークAに関してはMiG-35に搭載されるほか、インド空軍が関心を抱いており、保有するMiG-29UPGの第2段のアップグレード及びSu-30MKIのアップグレードの一環として搭載が検討されている。ロシア空軍もこのレーダーを用いて自軍のMiG-29をアップグレードする可能性が高いとされる。
また、ジュークAをベースにアンテナの直径を小型化し周波数帯域を変更して目標探知距離を200kmとした派生型がKa-52Kに搭載される。
コストは350-400万ドルとされる。

#### 仕様
試作機
- 種別 火器管制レーダー
- 周波数 Xバンド（8-12.5GHz）
- アンテナ 平面アレイアンテナ（直径57.5cm[15]（2009年）、68.8cm[16]（2011年））
- 方位角 +/- 60[16]
- 仰俯角 +/- 10、30、60[16]
- 出力 5 kW[10]
- 重量 255 kg[4]
- 平均故障間隔 400時間[16]、公開当初は500時間とされていた[15]

量産型
- 種別 火器管制レーダー
- 周波数 Xバンド（8-12.5GHz）
- アンテナ 平面アレイアンテナ（直径70cm）
- 出力 6 kW[10]

### ジューク 3D

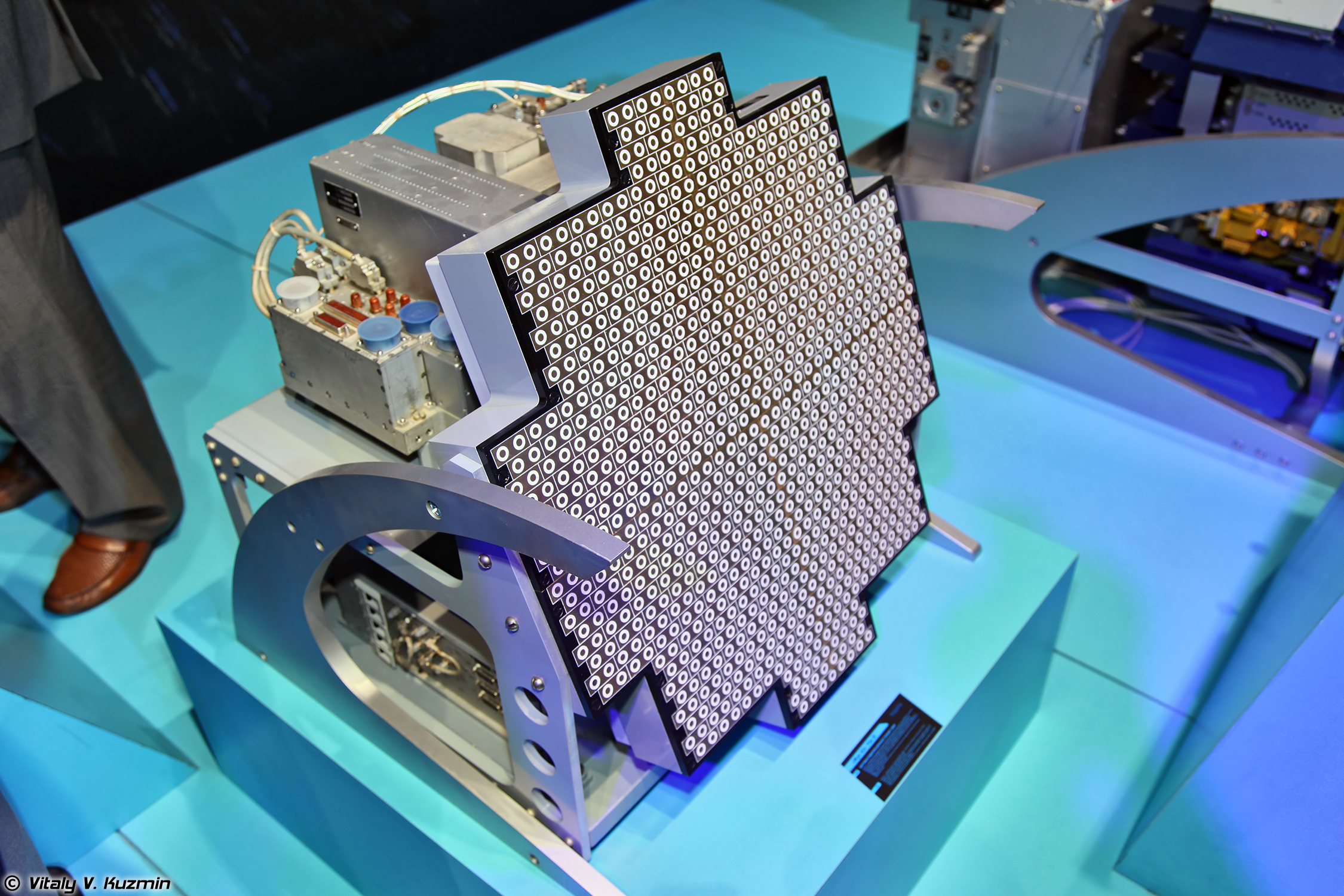
2013年のMAKSに出展されたジューク 3D

2013年のMAKSに出展されたもの。型式はFGA-35。3次元技術を使用したT/Rモジュールを採用しているのが特徴。直径68.8cmのアンテナアレイに960個のモジュールを装備している。